# Giải Oscar lần thứ 84
Giải Oscar lần thứ 84 được tổ chức bởi Viện Hàn lâm Khoa học và Nghệ thuật Điện ảnh Hoa Kỳ (Academy of Motion Picture Arts and Sciences - AMPAS) nhằm tôn vinh những phim xuất sắc nhất công chiếu trong năm 2011 diễn ra tại thuộc trung tâm thương mại Hollywood và Highland (trước kia gọi là nhà hát Kodak), thuộc khu Hollywood, thành phố Los Angeles, bang California, Hoa Kỳ bắt đầu từ lúc 5:30 chiều (Múi giờ Thái Bình Dương) hay 8:30 chiều (Múi giờ miền Đông Bắc Mỹ) ngày chủ nhật, 26/2/2012, tức 8:30 thứ hai, 27/2/2012 (giờ Hà Nội), được truyền hình trực tiếp tại Mỹ trên kênh ABC.
Giải lần thứ 84 được trao cho 24 hạng mục, với các đề cử đã được Viện Hàn lâm công bố 2 ngày trước đó. Hai giải Oscar danh dự và một giải nhân đạo Jean Hersholt đã được trao ngày thứ bảy, 12 tháng 11 năm 2011.
The Artist trở thành phim Pháp đầu tiên và là sự quay trở lại sau 83 năm vắng bóng của phim câm (sau Wings trong giải lần đầu tiên năm 1927) giành được giải chính. Cùng với Hugo của Martin Scorsese, The Artist của Michel Hazanavicius đã cùng chia sẻ ngôi vị phim đoạt nhiều giải thưởng nhất lần này: 5 giải.

## Đề cử và giành giải thưởng

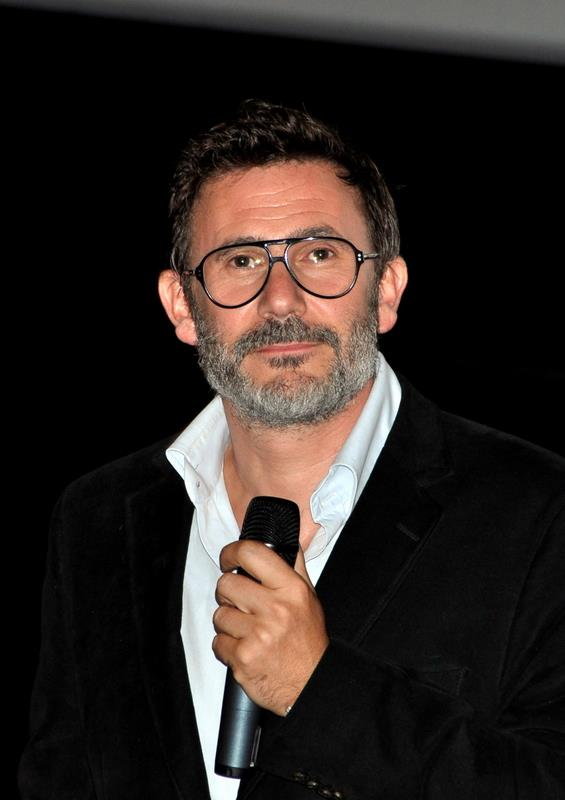
Michel Hazanavicius-đạo diễn xuất sắc nhất

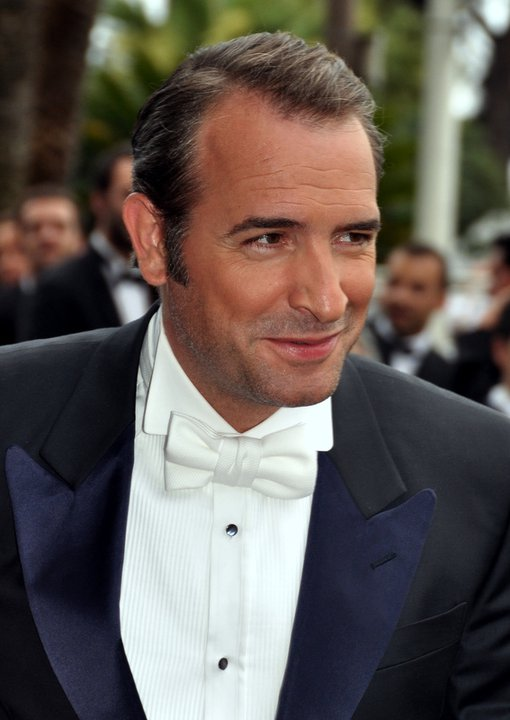
Jean Dujardin-nam diễn viên chính xuất sắc nhất

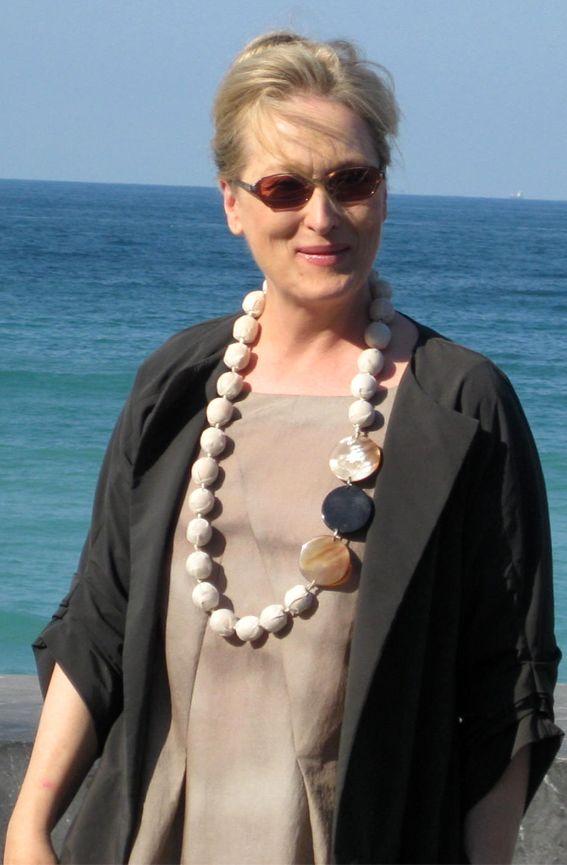
Meryl Streep-nữ diễn viên chính xuất sắc nhất

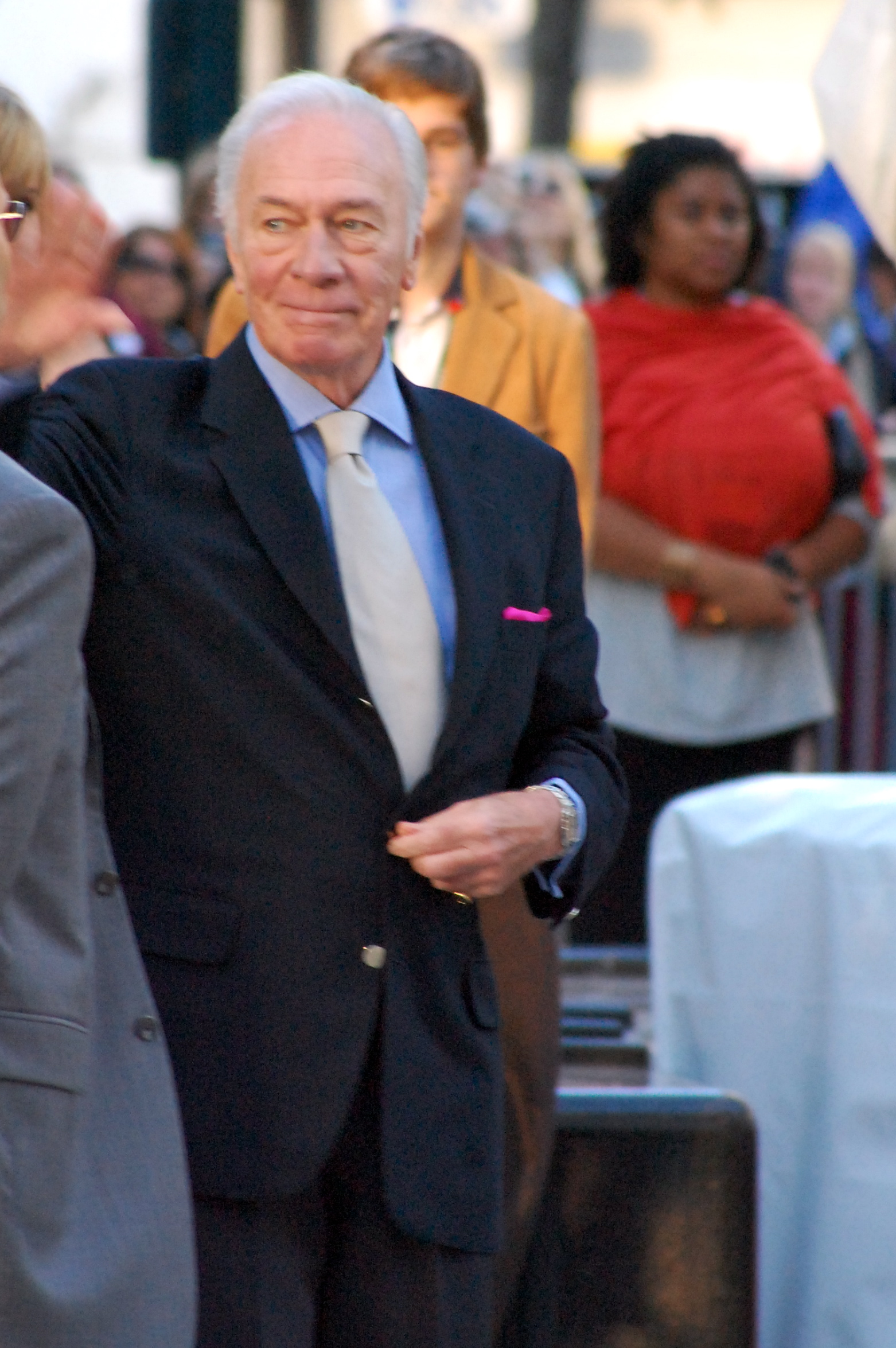
Christopher Plummer-nam diễn viên phụ xuất sắc nhất, người ghi kỷ lục mới về tuổi cao khi nhận giải ở tuổi 82

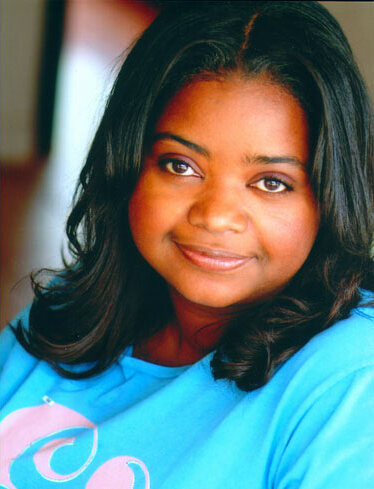
Octavia Spencer-nữ diễn viên phụ xuất sắc nhất

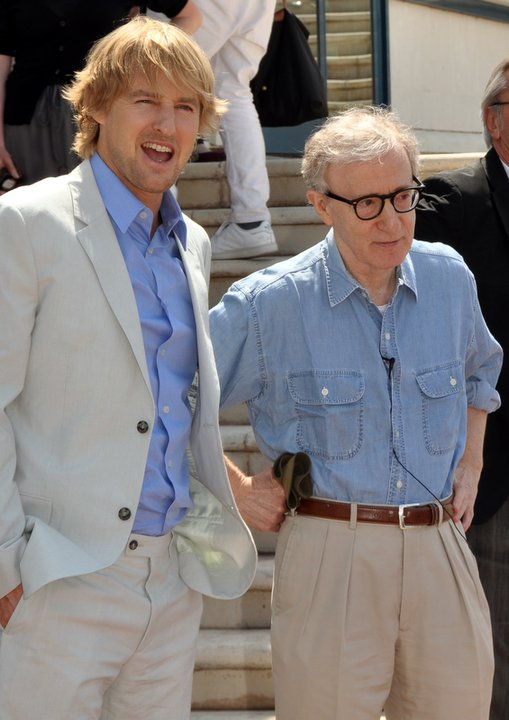
Owen Wilson và Woody Allen trong lễ ra mắt phim Midnight in Paris tại Liên hoan phim Cannes lần thứ 64

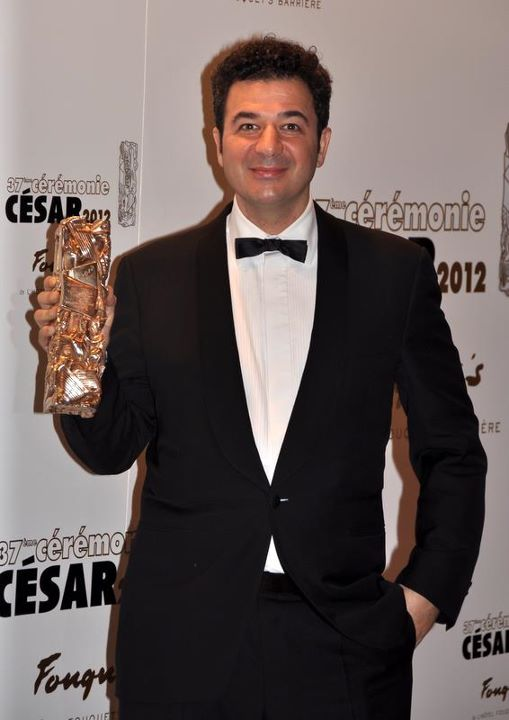
Ludovic Bource-Nhạc phim The Artist

Người và phim chiến thắng được in đậm và xếp lên trên.
| Phim hay nhất | Đạo diễn |
| --- | --- |
| The Artist – Thomas Langmann - The Descendants – Jim Burke, Jim Taylor, và Alexander Payne - Extremely Loud và Incredibly Close – Scott Rudin - The Help – Brunson Green, Chris Columbus, và Michael Barnathan - Hugo – Graham King và Martin Scorsese - Midnight in Paris – Letty Aronson và Stephen Tenenbaum - Moneyball – Michael De Luca, Rachael Horovitz, và Brad Pitt - The Tree of Life – Dede Gardner, Sarah Green, Grant Hill, và Bill Pohlad - War Horse – Steven Spielberg và Kathleen Kennedy | Michel Hazanavicius – The Artist - Woody Allen – Midnight in Paris - Terrence Malick – The Tree of Life - Alexander Payne – The Descendants - Martin Scorsese – Hugo |
| Nam diễn viên chính | Nữ diễn viên chính |
| Jean Dujardin – The Artist trong vai George Valentin - Demián Bichir – A Better Life trong vai Carlos Galindo - George Clooney – The Descendants trong vai Matt King - Gary Oldman – Tinker Tailor Soldier Spy trong vai George Smiley - Brad Pitt – Moneyball trong vai Billy Beane | Meryl Streep – The Iron Lady trong vai Margaret Thatcher - Glenn Close – Albert Nobbs trong vai Albert Nobbs - Viola Davis – The Help trong vai Aibileen Clark - Rooney Mara – The Girl with the Dragon Tattoo trong vai Lisbeth Salander - Michelle Williams – My Week with Marilyn trong vai Marilyn Monroe |
| Nam diễn viên phụ | Nữ diễn viên phụ |
| Christopher Plummer – Beginners trong vai Hal Fields - Kenneth Branagh – My Week with Marilyn trong vai Laurence Olivier - Jonah Hill – Moneyball trong vai Peter Brand - Nick Nolte – Warrior trong vai Paddy Conlon - Max von Sydow – Extremely Loud và Incredibly Close trong vai The Renter | Octavia Spencer – The Help trong vai Minny Jackson - Bérénice Bejo – The Artist trong vai Peppy Miller - Jessica Chastain – The Help trong vai Celia Foote - Melissa McCarthy – Bridesmaids trong vai Megan Price - Janet McTeer – Albert Nobbs trong vai Hubert Page |
| Kịch bản gốc | Kịch bản chuyển thể |
| Midnight in Paris – Woody Allen - The Artist – Michel Hazanavicius - Bridesmaids – Kristen Wiig và Annie Mumolo - Margin Call – J.C. Chandor - A Separation – Asghar Farhadi | The Descendants – Alexander Payne, Nat Faxon, và Jim Rash from The Descendants by Kaui Hart Hemmings - Hugo – John Logan from The Invention of Hugo Cabret by Brian Selznick - The Ides of March – George Clooney, Grant Heslov, và Beau Willimon from Farragut North by Beau Willimon - Moneyball – Screenplay by Steven Zaillian và Aaron Sorkin; Story by Stan Chervin from Moneyball by Michael Lewis - Tinker Tailor Soldier Spy – Bridget O'Connor và Peter Straughan from Tinker, Tailor, Soldier, Spy by John le Carré |
| Phim hoạt hình | Phim ngoại ngữ |
| Rango – Gore Verbinski - A Cat in Paris – Alain Gagnol và Jean-Loup Felicioli - Chico và Rita – Fernando Trueba và Javier Mariscal - Kung Fu Panda 2 – Jennifer Yuh Nelson - Puss in Boots – Chris Miller | A Separation (Iran) in Persian – Asghar Farhadi - Bullhead (Belgium) trong Tiếng Hà Lan và tiếng Pháp – Michaël R. Roskam - Footnote (Israel) in Hebrew – Joseph Cedar - In Darkness (Ba Lan) trong tiếng Ba La – Agnieszka Holland - Monsieur Lazhar (Canada) trong tiếng Pháp – Philippe Falardeau |
| Phim tài liệu | Phim tài liệu ngắn |
| Undefeated – TJ Martin, Dan Lindsay, và Richard Middlemas - Hell và Back Again – Danfung Dennis và Mike Lerner - If a Tree Falls: A Story of the Earth Liberation Front – Marshall Curry và Sam Cullman - Paradise Lost 3: Purgatory – Joe Berlinger và Bruce Sinofsky - Pina – Wim Wenders và Gian-Piero Ringel | Saving Face – Sharmeen Obaid-Chinoy và Daniel Junge - The Barber of Birmingham: Foot Soldier of the Civil Rights Movement – Robin Fryday và Gail Dolgin - God Is the Bigger Elvis – Rebecca Cammisa và Julie Anderson - Incident in New Baghdad – James Spione - The Tsunami và the Cherry Blossom – Lucy Walker và Kira Carstensen |
| Phim ngắn | Phim hoạt hình ngắn |
| The Shore – Terry George và Oorlagh George - Pentecost – Peter McDonald và Eimear O'Kane - Raju – Max Zähle và Stefan Gieren - Time Freak – Andrew Bowler và Gigi Causey - Tuba Atlantic – Hallvar Witzø | The Fantastic Flying Books of Mr. Morris Lessmore – William Joyce và Brandon Oldenburg - Dimanche – Patrick Doyon - La Luna – Enrico Casarosa - A Morning Stroll – Grant Orchard và Sue Goffe - Wild Life – Amanda Forbis và Wendy Tilby |
| Nhạc phim | Ca khúc |
| The Artist – Ludovic Bource - The Adventures of Tintin – John Williams - Hugo – Howard Shore - Tinker Tailor Soldier Spy – Alberto Iglesias - War Horse – John Williams | "Man or Muppet" from The Muppets – Bret McKenzie - "Real in Rio" from Rio – Sérgio Mendes, Carlinhos Brown, và Siedah Garrett |
| Biên tập âm thanh | Âm thanh |
| Hugo – Philip Stockton và Eugene Gearty - Drive – Lon Bender và Victor Ray Ennis - The Girl with the Dragon Tattoo – Ren Klyce - Transformers: Dark of the Moon – Ethan Van der Ryn và Erik Aadahl - War Horse – Richard Hymns và Gary Rydstrom | Hugo – Tom Fleischman và John Midgley - The Girl with the Dragon Tattoo – David Parker, Michael Semanick, Ren Klyce, và Bo Persson - Moneyball – Deb Adair, Ron Bochar, David Giammarco, và Ed Novick - Transformers: Dark of the Moon – Greg P. Russell, Gary Summers, Jeffrey J. Haboush, và Peter J. Devlin - War Horse – Gary Rydstrom, Andy Nelson, Tom Johnson, và Stuart Wilson |
| Chỉ đạo nghệ thuật | Quay phim |
| Hugo – Dante Ferretti và Francesca Lo Schiavo - The Artist – Laurence Bennett và Robert Gould - Harry Potter và the Deathly Hallows – Part 2 – Stuart Craig và Stephanie McMillan - Midnight in Paris – Anne Seibel và Hélène Dubreuil - War Horse – Rick Carter và Lee Sandales | Hugo – Robert Richardson - The Artist – Guillaume Schiffman - The Girl With the Dragon Tattoo – Jeff Cronenweth - The Tree of Life – Emmanuel Lubezki - War Horse – Janusz Kamiński |
| Hóa trang | Trang phục |
| The Iron Lady – Mark Coulier và J. Roy Helland - Albert Nobbs – Martial Corneville, Lynn Johnson, và Matthew W. Mungle - Harry Potter và the Deathly Hallows – Part 2 – Nick Dudman, Amanda Knight, và Lisa Tomblin | The Artist – Mark Bridges - Anonymous – Lisy Christl - Hugo – Sandy Powell - Jane Eyre – Michael O'Connor - W.E. – Arianne Phillips |
| Biên tập | Best Visual Effects |
| The Girl with the Dragon Tattoo – Angus Wall và Kirk Baxter - The Artist – Anne-Sophie Bion và Michel Hazanavicius - The Descendants – Kevin Tent - Hugo – Thelma Schoonmaker - Moneyball – Christopher Tellefsen | Hugo – Rob Legato, Joss Williams, Ben Grossmann, và Alex Henning - Harry Potter và bảo bối tử thần - Phần 2 – Tim Burke, David Vickery, Greg Butler, và John Richardson - Real Steel – Erik Nash, John Rosengrant, Danny Gordon Taylor, và Swen Gillberg - Rise of the Planet of the Apes – Joe Letteri, Dan Lemmon, R. Christopher White, và Daniel Barrett - Transformers: Dark of the Moon – Scott Farrar, Scott Benza, Matthew E. Butler, và John Frazier                                                                  |

Không giống như hầu hết các hạng mục giải thưởng, các hạng mục Phim nói tiếng nước ngoài hay nhất, Trang điểm đẹp nhất và Hiệu ứng hình ảnh đẹp nhất đều có quy trình đề cử nhiều giai đoạn. Đối với những giải thưởng này, các chi nhánh Học viện cụ thể sẽ chọn những người được đề cử trước và sau đó, từ danh sách đó, những người được đề cử cuối cùng. Từ danh sách những người được đề cử cuối cùng, thành viên AMPAS sẽ chọn người chiến thắng giải thưởng. Ví dụ: bảy đề cử trước Trang điểm tốt nhất đã được thu hẹp xuống còn ba đề cử cuối cùng, từ đó toàn bộ thành viên AMPAS đã chọn một người chiến thắng.

## Giải thưởng danh dự
Giải thưởng danh dự được trao cho diễn viên James Earl Jones và nhà hóa trang Dick Smith, giải nhân đạo Jean Hersholt trao cho Oprah Winfrey ngày 12/11/2011.

## Phim có nhiều đề cử
- 11 đề cử: Hugo
- 10 đề cử: The Artist

## Phim có nhiều giải thưởng
- 5 giải: The Artist và Hugo
- 2 giải: Người đàn bà thép